# Чемпіонат Закарпатської області з футболу (Перша ліга)
Перша ліга Чемпіонату Закарпаття (другий дивізіон) — існує з 2011 року. З 2014 року команди змагаються у двох групах (східна і західна). Після закінчення групового етапу проводиться фінальний матч між переможцями зон. Через початок російсько-української війни у 2022 році турнір не проводився. У 2023 році турнір проводився без поділу на зони. 

## Призери
| Сезон | 1 місце                       | 2 місце                  | 3 місце               | Фінальний матч                   | Кращі бомбардири |
| ----- | ----------------------------- | ------------------------ | --------------------- | -------------------------------- | --- |
| 2011  | «Боржава» (Довге)             | «Авангард» (Тересва)     | «Оболонь» (Хуст)      |                                  | |
| 2012  | «Кісва» (К. Поляна)           | «Вільхівці» (Вільхівці)  | «Вишково» (Вишково)   |                                  | |
| 2013  | «Вільхівці» (Вільхівці)       | «Говерла» (Ясіня)        | «Старт» (Золотарьово) |                                  | |
| 2014  | «Велика Бийгань» (В. Бийгань) | «Карпати» (Рахів)        |                       | «В. Бийгань» — «Карпати» — 3:0.  | |
| 2015  | «Вільхівці» (Вільхівці)       | «Локомотив» (Чоп)        |                       | «Вільхівці» — «Локомотив» — 1:0. | |
| 2016  | «Інтер» (Ганичі)              | «Витязь» (Концово)       |                       | «Витязь» — «Інтер» — 1:2.        | Західна зона. В'ячеслав Ковтан («Витязь») — 22. Східна зона. Микола Фіцай («Інтер») — 20.                                                    |
| 2017  | «Говерла» (Ясіня)             | «Бобовище» (Бобовище)    |                       | «Бобовище» — «Говерла» — 1:4     | Західна зона. В'ячеслав Ковтан («Витязь») — 32. Східна зона. Микола Фіцай («Інтер») — 31.                                                    |
| 2018  | «Колос» (Іванівці)            | «Карпати» (Дубове)       |                       | «Колос» — «Карпати» — 1:0        | |
| 2019  | «Колос» (Іванівці)            | «Тячів» (Тячів)          |                       | «Колос» — «Тячів» — 1:1, 5:4 п.  | |
| 2020  | «Тячів»                       | «Колос» (Іванівці)       |                       | «Тячів» — «Колос» — 1:0          | Західна зона. Брич Михайло Ю. («Боржавське») — 13. Східна зона. Демедюк Степан-Сергій («Говерла» (Ясіня)) — 13.                              |
| 2021  | «Колос» (Іванівці)            | «Тячів»                  |                       | «Колос» — «Тячів» — 3:1          | Західна зона. Лозинець Михайло («‎Колос» (Іванівці)) — 20. Східна зона. Пригара Назарій («‎Терново») — 20.                                     |
| 2022  | Чемпіонат не проводився.      |                          |                       |                                  | |
| 2023  | «Мукачево»                    | «Сокіл» (Холмківська ТГ) | «Заріччя»             |                                  | Чедрик Михайло «Севлюш» (Виноградів) — 10 голів, Пуканич Адріан «Севлюш» (Виноградів) — 8, Зінаков Руслан «Марамуреш» (Солотвинська ТГ) — 8. |
| 2024  | «Заріччя»                     | «Мукачево»               | «Зірка-SPAR» (Лінці)  |                                  | Огар Мирослав («Берегвідейк») — 11, Бирак Василь («Мукачево») — 8, Орос Василь («Заріччя») — 7.                                              |